# Sara Szyber
Sara Rebecka Torsson Szyber, född 16 juni 1963, är en svensk inredningsarkitekt och möbelformgivare.

## Biografi
Sara Szyber är utbildad på Konstfack 1988-1993 och driver sedan 1998 eget kontor med projekt kopplade till interiörer i vid bemärkelse. Hon har bland annat formgivit möbler och inredningsprodukter för svenska företag som Design House Stockholm, Nola, Kateha och Svenskt Tenn. Sara Szyber har ritat ett antal inredningar och utställningar för museer i Stockholm för bland annat Historiska museet, Tekniska museet och Riksutställningar. På uppdrag av Länsstyrelsen Gotland har hon formgivit Gotlands Naturum ihop med designbyrån Futurniture. På uppdrag från Svensk Form formgav hon utställningen 17 Swedish Designers med kvinnliga formgivare, som turnerade i USA och Europa 2009-2012. Szyber har ställt ut sin design bland annat i New York och Milano och erhållit flera stipendier bland annat från Konstnärsnämnden. Mellan 2014 och 2019 var hon ledamot av styrelsen för Svensk Form. 

### Familj
Szyber är dotter till Björner och Kristina Torsson, samt dotterdotter till inredningsarkitekten Lena Larsson och Mårten Larsson.